# Kaiku Corporación Alimentaria
Kaiku Corporación Alimentaria es una empresa de origen español pero propiedad suiza que elabora y comercializa productos lácteos. Constituida en 2004, su origen está vinculado al desarrollo del sector lácteo en el País Vasco y Navarra promovido por las cooperativas Gurelesa (Guipúzcoa), Copeleche (Navarra), Beyena (Vizcaya) y las empresas Inlena (Navarra) y Celasa (Álava) desde la década de 1950.
Desde abril de 2015, la empresa es propiedad del grupo empresarial suizo Emmi AG. A finales de 2019, la participación del 7,31 % que poseía Ekarpen Private Equity SA fue vendida al Instituto Vasco de Finanzas, órgano dependiente del gobierno vasco y encuadrado en el sistema financiero español, que la adquirió para asegurar la recogida de leche de proximidad.

## Historia

### El sector lácteo en País Vasco y Navarra
Las primeras cooperativas del sector de la ganadería del País Vasco y Navarra se constituyeron a partir de 1952. Durante esa década, y al amparo del Real Decreto sobre Creación de Centrales Lecheras en municipios de más de 25.000 habitantes, estas cooperativas tomaron parte en la creación de varias centrales lecheras (Copeleche en Pamplona, Beyena en Bilbao y Gurelesa en San Sebastián).
En los años 60, la industria láctea experimentó un fuerte crecimiento debido al gran aumento del consumo de leche como alimento básico. En la década de 1970 y la década de 1980 el sector agroganadero consiguió sanear su cabaña bovina para prácticamente eliminar las afecciones por tuberculosis y brucelosis, al tiempo que verificó y modernizó sus instalaciones con tanques refrigerados.
A partir de la incorporación española a la CEE se implantó un Régimen de Cuotas, se eliminó el precio mínimo de compra al ganadero, desaparecieron las concesiones administrativas para la venta de la leche higienizada y se abrieron las fronteras a la entrada de leche excedentaria producida y envasada en Europa dando paso a la reconversión del sector.

### Integración de las cooperativas lecheras
Las centrales lecheras del País Vasco y Navarra colaboraron puntualmente desde finales de la década de 1960. En 1988, con España ya integrada en la CEE, Gurelesa y Copeleche fusionan sus activos industriales. El año 1989 es el primer ejercicio de gestión conjunta. La marca Kaiku, propiedad primero de Inlena y después de la Cooperativa Navarra de Productores de Leche (Copeleche) se establece como insignia del grupo.
En 1999 se constituye la cooperativa de segundo grado Kaiku entre las cooperativas Gurelesa y Copeleche y en junio de 2009, diez años más tarde, se fusionan a su vez para constituir Kaiku Cooperativa.

### Creación de Kaiku Corporación Alimentaria
En 2004, en un contexto de internacionalización y segmentación de los mercados, se constituye Kaiku Corporación Alimentaria. Por primera vez y en alianza con la compañía Emmi (Suiza) y Valio (Finlandia) entra en el mercado de alimentos probióticos o funcionales, entre ellos, el Benecol.

## Productos Kaiku
Además de productos básicos como la leche, Kaiku comercializa toda una gama de derivados lácteos, desde yogures, nata, queso, batidos y mantequilla hasta bebidas de soja y postres. Cuenta también con bebidas sin lactosa para personas con intolerancia a la lactosa y preparados para tomar (Kaiku Caffé Latte normal, light y choco).
En el ámbito de los alimentos funcionales, Kaiku comercializa Benecol, un preparado con estanoles vegetales para reducir el colesterol y, en colaboración con la empresa Valio, el Vitaten, una leche fermentada para personas con niveles ligeramente altos de tensión arterial, además de productos relacionados con la cosmética (Kaiku Aloe Vera).

## Cifras reseñables
- Líder de ventas en País Vasco y Navarra (Nielsen)
- Segunda marca en el mercado español de bífidus y probióticos.
- Los mercados de España y Chile , son los más importantes en la compañía.[16]

## Delegaciones en España
Kaiku cuenta con estructura comercial e infraestructura logística en País Vasco, Navarra, Madrid, Cataluña, Valencia, Cantabria, Zaragoza, Burgos y La Rioja.

## Mercado internacional
La actividad internacional de Kaiku se concentra en Chile (Surlat), Túnez (Vitalait)

## Premios y reconocimientos
- Leche sin lactosa: Premio Innoval 2006 del Salón Internacional de la Innovación Alimentaria.
- Benecol: Elegido producto más innovador en las XIII Jornadas Nacionales de Nutrición Práctica y dos Premio Nutrigold al Producto más innovador y a la mejor comunicación nutricional.
- Caffé Latte light: Premio Clara Alimentación 2011 a la innovación, otorgado por la revista Clara.
- Kaiku Choco Latte: Gran Premio a la Innovación organizado por Sotto Tempo.

## Accionistas
Kaiku Corporación Alimentaria, matriz de todo el Grupo Kaiku, es una sociedad limitada, lo que según la legislación española hace que los accionistas de la empresa tengan una situación preferente en cuanto a la adquisición y decisión del destino de las acciones.
| Accionista                                                   | Porcentaje | Referencia(s) |
| ------------------------------------------------------------ | ---------- | ------------- |
| Emmi AG                                                      | 73,47 %    | [ 3 ]         |
| KAIKU Soc. Cooperativa                                       | 10,79 %    | [ 3 ]         |
| Caja Laboral Popular LK, Soc. Cooperativa de Crédito         | 8,23 %     | [ 3 ]         |
| Fondo Finkatuz (Instituto Vasco de Finanzas)                 | 7,31 %     | [ 3 ]         |
| Lleters, Llet Nostra Sociedad Cooperativa Colectiva Limitada | 0,20 %     | [ 3 ]         |